# Bartholomäus-Hospital

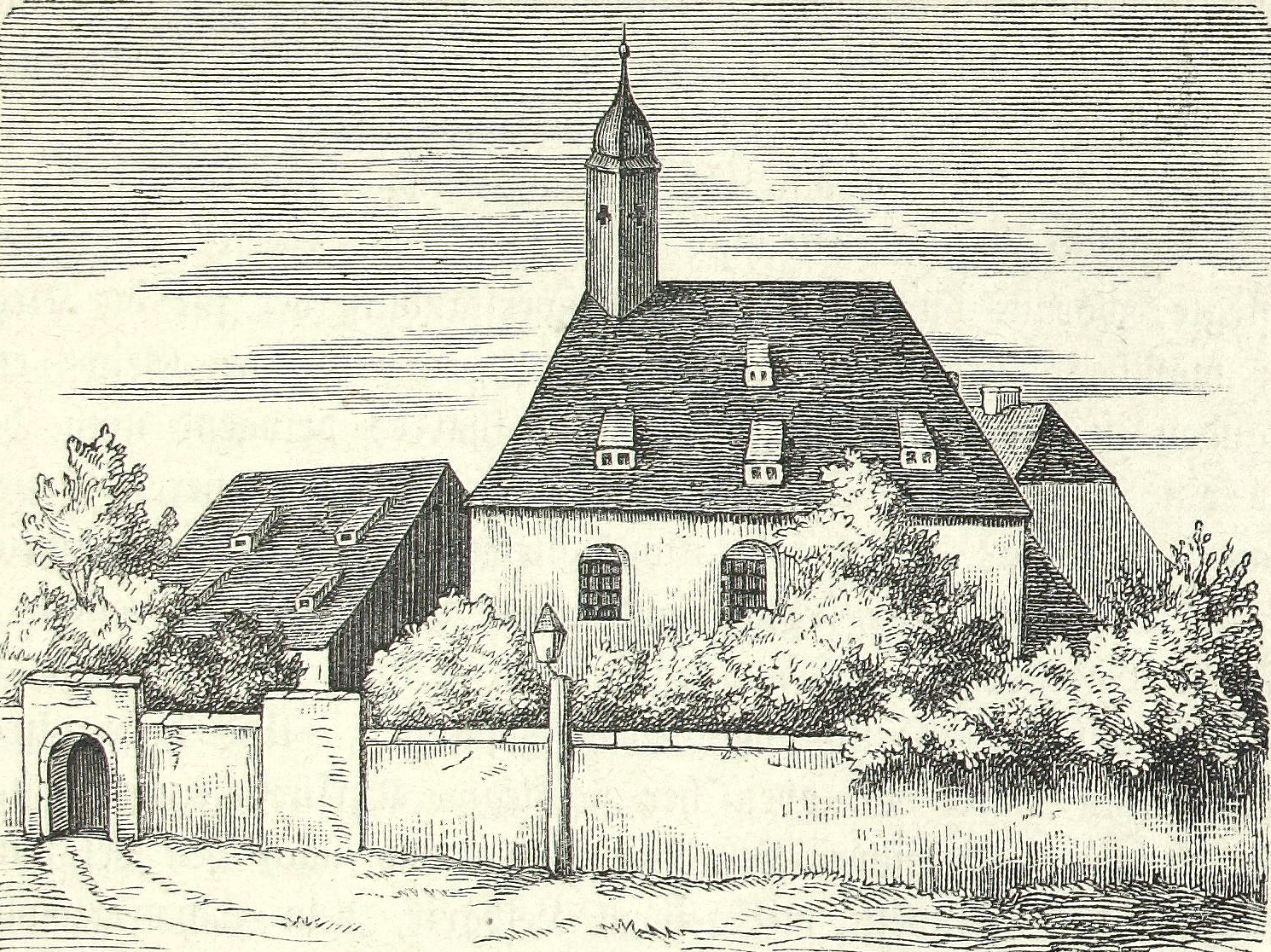
Die St.-Bartholomäus-Kirche mit angrenzenden Hospitalbauten

Das Bartholomäus-Hospital war ein Hospital in Dresden. Neben dem Maternihospital und dem Jacobshospital gehörte es zu den drei großen Spitälern des Mittelalters in Dresden. Mit der St.-Bartholomäus-Kirche besaß es ein eigenes Gotteshaus und einen eigenen Friedhof. Hospital und Kirche wurden 1839 abgerissen.

## Name
Das Bartholomäus-Hospital trug ursprünglich keinen Namen, sodass eine Vielzahl an Bezeichnungen überliefert ist. Zunächst wurde das Hospital nach seiner Funktion Sundersiechen, Hospital zum Sünder Siechen oder auch Garten bei den Siechen genannt. Erst im Laufe des 15. Jahrhunderts ging der Name der zum Hospital gehörigen St.-Bartholomäus-Kirche, die nach dem Heiligen Bartholomäus benannt war, auch auf das Hospital über. Im Volksmund kam erst im 17. Jahrhundert die Bezeichnung Geist für Hospital und Kirche auf. Möglicherweise ging diese Bezeichnung auf einen Aberglauben zurück, nach dem der Geist des in der Kirche beerdigten Weihbischofs Niclas von Meißen nachts umgehen sollte.

## Geschichte
Das Bartholomäus-Hospital wurde als sogenanntes Leprosorium, also Spital für Aussätzige, gegründet. Bartholomäus gilt als Patron gegen Hautkrankheiten, weil er auf Befehl des Astyages, eines Bruders des armenischen Herrschers Polymios, geschunden worden war. 1238 kam die Hirnschale des Apostels durch Kaiser Friedrich II. in den Kaiserdom St. Bartholomäus von Frankfurt am Main, welcher ab diesem Zeitpunkt nach ihm benannt wurde. Im Anschluss verbreitete sich das Bartholomäus-Patrozinium im Gebiet des Heiligen Römischen Reiches häufiger. Auch nach Dresden kam eine mittlerweile verschollene Bartholomäus-Reliquie, weil vor dem Wilsdruffer Tor angeblich gegen Lepra heilkräftiges Wasser sprudelte. Mit dem Aufblühen der Städte im 12. Jahrhundert und dem allgemeinen Bevölkerungswachstum bis ins 13. Jahrhundert nahm die Zahl der Leprakranken zu. Darüber hinaus förderten die Enge der Städte und die oft mangelhaften hygienischen Verhältnisse die Verbreitung von Infektionskrankheiten.
Der Legende nach geht die Gründung des Spitals auf Weihbischof Niclas zu Costnitz zurück, welcher eine Zeitlang Bischoffs Nicolai des Ersten zu Meißen Weihe-Bischoff gewesen. Die Quelle, deren Wasser angeblich Aussätzige heilen konnte, entsprang zu dieser Zeit unweit des Dorfes Poppitz. Das Quellwasser wurde in einem Brunnen auf dem (späteren) Gelände der St.-Bartholomäus-Kirche gesammelt und soll auch Niclas zu Costnitz vom Aussatz geheilt haben. Aus Dank soll er das Hospital mit Kirche und Friedhof gestiftet haben. Nachweislich verfügte er, in der Kapelle begraben zu werden, und fand hier 1391 seine letzte Ruhe.
Historiker Carl August Espe weist darauf hin, dass Hospital und Kirche bereits vor Niclas existiert haben müssen, auch wenn konkrete Hinweise auf eine Stiftung oder den Bau nicht vorliegen. In einer Urkunde, die von Historikern auf das späte 13. oder frühe 14. Jahrhundert datiert wurde, legte der Rat der Stadt Dresden fest, dass Aussätzige und Leprakranke in speziellen Häusern untergebracht werden sollten. Möglicherweise ersterwähnt wurde das Hospital St. Bartholomäus in einer Urkunde aus dem Jahr 1334, in der als Zeuge in einer Streitsache auch ein „Jacobus capellanus apud leprosas dominas justa Dresden“ genannt wird. Weitere urkundliche Erwähnungen des Hospitals stammen aus dem Jahr 1337. Otto Richter legte die Erbauungszeit auf Mitte bis Ende des 13. Jahrhunderts; der Bau sei zudem durch den Dresdner Rat initiiert worden.
Das Bartholomäus-Hospital lag auf einer ehemaligen Viehweide außerhalb der Stadt vor dem Wilsdruffer Tor an einer von Westen kommenden Fernstraße. Es hatte ein Wohn- und ein Schlafhaus für die Kranken sowie weitere Räume für Sterbende. Des Weiteren gab es Wohnungen für die Bediensteten, ein Wirtschaftsgebäude, Scheunen, Ställe, Schuppen, ein Küchengebäude, eine Backstube und ein Badehaus aus Holz. Im Areal befand sich zudem ein Garten mit einem Brunnen sowie die St.-Bartholomäus-Kirche mit Friedhof. Das Gelände war von einer Mauer umgeben. Mehrfach wurden Gebäude des Hospitals wegen Baufälligkeit oder infolge von Kriegseinwirkung abgerissen und neu errichtet.
Das Hospital stand unter der Verwaltung des Rates der Stadt Dresden. Der Spitalmeister gehörte in der Regel zum Rat und wurde durch diesen angestellt und in das Amt eingeführt. Als Pflegerinnen für die Kranken fungierten „arme alte Weiber, die nächst den Geistlichen in der Kenntnis heilsamer Kräuter allein erfahren waren“. Sie wurden dafür mit Essen, Unterkunft und Almosen vergütet, wobei letztere als Spenden durch das Hospital bei den Bürgern der Stadt eingesammelt wurden. Noch im 19. Jahrhundert hatte sich daher das Sprichwort „Wir wollen das Essen in den Spittel schicken“ erhalten. Das Hospital selbst finanzierte sich nur in geringem Maße über Einkünfte aus Ländereien. Es verlieh in kleinem Umfang Geld gegen Zinsen und erhielt Gelder zudem über Spenden, Ablässe, aber auch durch den Verkauf von Naturalien.
Die Funktion des Hospitals wandelte sich mit der Zeit. Mit dem Rückgang der Lepra bis in die Mitte des 15. Jahrhunderts nahm das Hospital auch Frauen und Männer zur allgemeinen Behandlung gegen Bezahlung auf. Zudem diente es als Hospital für arme Personen mit langwierigen Erkrankungen, die für die Behandlung kein Geld zahlen mussten. Durchschnittlich waren im Hospital seit dem Ende des 15. Jahrhunderts 15 Personen untergebracht. Anfang des 19. Jahrhunderts war das Hospital ein Ort geworden, „wo einige arme betagte Weiber den Rest ihrer Lebenstage darinnen in Ruhe verleben“.
Bereits 1831 war der Neubau eines Hospitals samt Kirche an der Stelle des Bartholomäus-Hospitals geplant. Im Zuge der Anlage des Freiberger Platzes wurden Kirche und Hospital samt den Siechenhäusern von 1838 bis 1839 abgerissen. Auf dem Gelände entstanden anschließend Mietshäuser.